# Эвен (кардинал)
Эвен (Éven, также известный как Evenus, Ivone, Yvo, Yves, Ivo de San Melan) — католический церковный деятель XI века. Возведён в ранг кардинала-дьякона в 1073 году. В 1076 году стал кардиналом-священником церкви Санти-Сильвестро-э-Мартино. В 1078 году стал архиепископом Доля.